# Whatevershebringswesing
Whatevershebringswesing è il terzo album in studio da solista del cantautore britannico Kevin Ayers, pubblicato nel 1971.

## Tracce
1. There Is Loving/Among Us/There Is Loving – 7:22
2. Margaret – 3:20
3. Oh My – 2:59
4. Song from the Bottom of a Well – 4:37
5. Whatevershebringswesing – 8:13
6. Stranger in Blue Suede Shoes – 3:24
7. Champagne Cowboy Blues – 3:56
8. Lullaby – 2:14